# Mira Shaq
Mira Shaq (tiếng Ả Rập: ميرا سحاق) là một ngôi làng Syria nằm ở Harem Nahiyah ở huyện Harem, Idlib. Theo Cục Thống kê Trung ương Syria (CBS), Mira Shaq có dân số 61 người trong cuộc điều tra dân số năm 2004.